# Vicariato apostólico de Savannakhet
El vicariato apostólico de Savannakhet (en latín: Vicariatus Apostolicus Savannakhete(sis) y en lao: ອັກຄະສາວົກແທນຂອງສະຫວັນນະເຂດ) es una circunscripción eclesiástica latina de la Iglesia católica en Laos, inmediatamente sujeta a la Santa Sede. El vicariato apostólico tiene al obispo Jean Marie Vianney Prida Inthirath como su ordinario desde el 9 de enero de 2010. 

## Territorio y organización

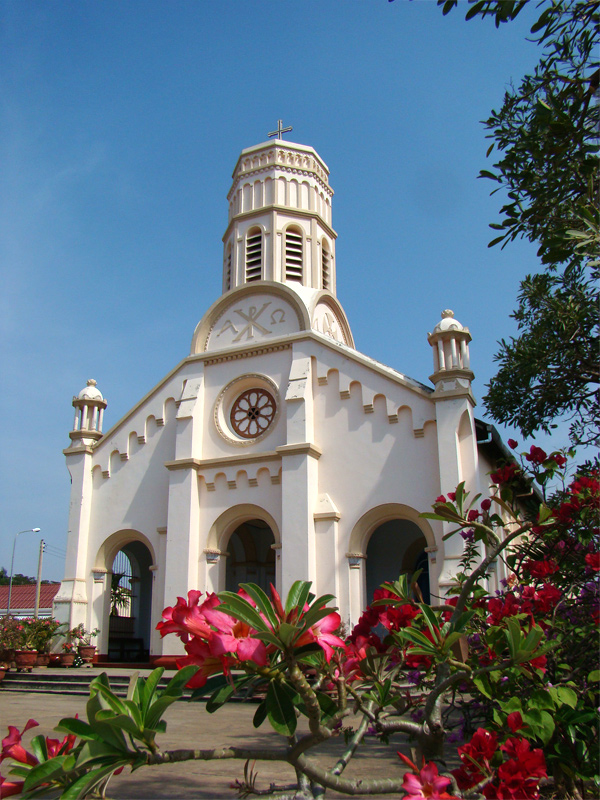
Concatedral de Santa Teresa

El vicariato apostólico tiene 38 089 km² y extiende su jurisdicción sobre los fieles católicos de rito latino residentes en las provincias de Savannakhet, Khammouan y parte de la de Bolikhamxai. 
La sede del vicariato apostólico se encuentra en la ciudad de Thakhek, en donde se halla la Catedral de San Luis. En Savannakhet se encuentra la Concatedral de Santa Teresa y el seminario interdiocesano.
En 2020 en el vicariato apostólico existían 42 parroquias. La mayoría de las parroquias de Laos están organizadas en comunidades de base, con una gran participación de los laicos, principalmente de etnia vietnamita.
Desde 1979 la Iglesia católica está oficialmente reconocida por el Frente Lao de Construcción Nacional, que tiene a cargo el reconocimiento de las minorías religiosas. A pesar del artículo 9 de la Constitución de Laos, que declara la libertad de actividad de las comunidades religiosas en el país, el gobierno de Laos obstaculiza las actividades de la Iglesia católica en el norte del país.

## Historia
Durante la Segunda Guerra Mundial los ocupantes japoneses de la Indochina francesa desde el 9 de marzo de 1945 internaron en centros de detención a todos los misioneros católicos. Después de la capitulación japonesa, la llegada del Viet Minh y luego del Pathet Lao dificultó aún más el trabajo de los misioneros, y fue necesario esperar el lento ascenso del ejército francés a lo largo del río Mekong para restaurar las misiones. 
La prefectura apostólica de Thakheh fue erigida el 21 de diciembre de 1950 con la bula Maius sane catholicae del papa Pío XII, con el territorio laosiano del vicariato apostólico de Laos (hoy arquidiócesis de Thare y Nonseng en Tailandia). El 22 de octubre de 1953 Francia reconoció la independencia de Laos.
El 4 de abril de 1957, mediante el decreto Quo melius de la Propaganda Fide, se amplió con el territorio de la provincia de Attapeu, que ya había pertenecido al vicariato apostólico de Kontum (hoy diócesis de Kontum) en Vietnam.
El 24 de febrero de 1958 la prefectura apostólica fue elevada a vicariato apostólico con la bula Qui ad Ecclesiae del papa Pío XII.
El 26 de noviembre de 1963 tomó su nombre actual.
El 12 de junio de 1967 cedió una parte de su territorio para la erección del vicariato apostólico de Pakse mediante la bula Christi parabola del papa Pablo VI.
Cuando el régimen comunista del Pathet Lao tomó completamente el poder en Laos el 2 de diciembre de 1975 tras la guerra civil de Laos, la Iglesia católica fue severamente reprimida y los últimos misioneros católicos extranjeros abandonaron el país en 1976. Muchos refugiados católicos laosianos se asentaron en Estados Unidos, Australia y Francia.
El culto católico se permitió gradualmente en la década de 1990 y desde comienzos del siglo XXI la situación parece estar mejorando. El 11 de diciembre de 2016, algunos mártires laosianos que trabajaban en el vicariato fueron beatificados en Vientián por el cardenal filipino Orlando Quevedo.

## Estadísticas
De acuerdo al Anuario Pontificio 2021 el vicariato apostólico tenía a fines de 2020 un total de 12 491 fieles bautizados.
| Año                                                                             | Población            | Población | Población      | Sacerdotes | Sacerdotes    | Sacerdotes    | Bautizados por sacerdote | Diáconos permanentes | Religiosos | Religiosos | Parroquias |
| Año                                                                             | Bautizados católicos | Total     | % de católicos | Total      | Clero secular | Clero regular | Bautizados por sacerdote | Diáconos permanentes | Varones    | Mujeres    | Parroquias |
| ------------------------------------------------------------------------------- | -------------------- | --------- | -------------- | ---------- | ------------- | ------------- | ------------------------ | -------------------- | ---------- | ---------- | ---------- |
| 1970                                                                            | 6370                 | 600 000   | 1.1            | 15         | 4             | 11            | 424                      |                      | 11         |            |            |
| 1974                                                                            | 6777                 | 681 000   | 1.0            | 18         | 7             | 11            | 376                      |                      | 11         | 51         | 16         |
| 1999                                                                            | 10 743               | 1 375 100 | 0.8            | 7          | 7             |               | 1534                     |                      |            | 34         | 52         |
| 2000                                                                            | 10 755               | 1 536 771 | 0.7            | 6          | 6             |               | 1792                     |                      |            | 39         | 54         |
| 2001                                                                            | 10 967               | 1 847 920 | 0.6            | 6          | 6             |               | 1827                     |                      |            | 40         | 54         |
| 2002                                                                            | 11 526               | 2 200 750 | 0.5            | 7          | 7             |               | 1646                     |                      |            | 40         | 54         |
| 2004                                                                            | 12 500               | 2 700 250 | 0.5            | 6          | 6             |               | 2083                     |                      |            | 47         | 54         |
| 2005                                                                            | 14 000               | 3 250 000 | 0.5            | 6          | 6             |               | 2333                     |                      |            | 50         | 54         |
| 2010                                                                            | 13 565               | 1 325 966 | 1.0            | 6          | 6             |               | 2260                     |                      |            | 53         | 49         |
| 2014                                                                            | 12 317               | 1 325 000 | 0.9            | 8          | 6             | 2             | 1539                     |                      | 3          | 46         | 43         |
| 2017                                                                            | 11 059               | 1 370 546 | 0.8            | 15         | 8             | 7             | 737                      |                      | 10         | 48         | 44         |
| 2020                                                                            | 12 491               | 1 460 000 | 0.9            | 16         | 11            | 5             | 780                      |                      | 5          | 49         | 42         |
| Fuente: Catholic-Hierarchy, que a su vez toma los datos del Anuario Pontificio. |                      |           |                |            |               |               |                          |                      |            |            |            |

## Episcopologio
- Jean-Rosière-Eugène Arnaud, M.E.P. † (17 de julio de 1950-10 de octubre de 1969 renunció)
- Pierre-Antonio-Jean Bach, M.E.P. † (28 de junio de 1971-10 de julio de 1975 renunció)
- Jean-Baptiste Outhay Thepmany † (10 de julio de 1975-21 de abril de 1997 renunció)
- Jean Sommeng Vorachak † (21 de abril de 1997-14 de julio de 2009 falleció)
- Jean Marie Vianney Prida Inthirath, desde el 9 de enero de 2010